# Định luật Biot–Savart
Trong vật lý, đặc biệt là điện từ học, định luật Biot-Savart là một phương trình mô tả từ trường được tạo ra bởi một dòng điện không thay đổi. Nó liên quan đến từ trường qua độ lớn, hướng, chiều dài của các dòng điện. Định luật này là hợp lệ trong xấp xỉ từ tính, và phù hợp với cả hai định luật Ampère và định luật Gauss cho lý thuyết điện từ học. Nó được đặt tên sau khi Jean-Baptiste Biot và Félix Savart người phát hiện ra mối quan hệ này vào năm 1820

## Phương trình

### Dòng điện (dẫn trên đường cong khép kín)
Định luật Biot–Savart được sử dụng để tính toán các giá trị của từ trường B tại vị trí r tạo ra bởi một dòng điện ổn định (ví dụ như do một dây dẫn): một dòng di chuyển liên tục của các điện tích trong một khoảng thời gian và cũng không bị mất đi tại bất kỳ điểm nào. Định luật này là một ví dụ về tích phân đường trong vật lý, được xét qua đường cong khép kín C trong đó có dòng điện chạy qua. Các phương trình trong đơn vị SI là
{\displaystyle \mathbf {B} (\mathbf {r} )={\frac {\mu _{0}}{4\pi }}\int _{C}\,{\frac {I\cdot d\mathbf {l} \times \mathbf {r} }{|\mathbf {r'} |^{3}}}}
với {\displaystyle d\mathbf {l} } là vectơ vi phân độ dài, các vector dẫn đầy đủ các điện tích từ dây dẫn đến một điểm nằm trên một miền đang xét (r), còn μ0 là hằng số từ môi(có giá trị chính xác là   {\displaystyle 4\pi \cdot 10^{-7}\,{\frac {kg\,m}{C^{2}}}} hoặc {\displaystyle 1.25663706212(19)\cdot 10^{-6}{\frac {H}{m}}}). Nói cách khác, {\displaystyle \mathbf {B} (\mathbf {r} )={\frac {\mu _{0}}{4\pi }}\int _{C}\,{\frac {I\cdot d\mathbf {l} \times \mathbf {\hat {r'}} }{\mathbf {|r'|} ^{2}}}}
với {\displaystyle \mathbf {{\hat {r}}'} } là vector đơn vị của r'. Các ký hiệu đậm biểu thị vector.
Ngoài ra còn có một không gian 2 chiều của phương trình Biot-Savart, sử dụng khi nguồn điện là bất biến theo một hướng. Nói chung, các điện tích không chỉ di chuyển trong một mặt phẳng vuông góc với hướng bất biến và nó được cho bởi mật độ dòng điện J. Ta sẽ có biểu thức như sau:
{\displaystyle \mathbf {B} (\mathbf {r} )={\frac {\mu _{0}}{2\pi }}\int _{C}\,{\frac {\mathbf {J} \cdot d\mathbf {l} \times \mathbf {r'} }{\mathbf {|r'|} ^{2}}}}

### Dòng điện (dẫn trên một thể tích)
Các công thức nêu trên rất hữu dụng khi dòng điện có thể chạy qua một dây hẹp vô hạn. Nếu dây dẫn có độ dày, ta có thể thiết lập một công thức thứ hai trong định luật Biot-Savart trong các đon vị SI là:
{\displaystyle \mathbf {B} (\mathbf {r} )={\frac {\mu _{0}}{4\pi }}\iiint _{V}\,{\frac {\mathbf {J} \cdot dV\times \mathbf {r'} }{\mathbf {|r'|} ^{3}}}}
Trong đó dV là vi phân một thể tích (đơn vị: m³).
Và cũng có một công thức Biot-Savart tương tự như trên liên quan đến mặt phẳng 2 chiều:
{\displaystyle \mathbf {B} (\mathbf {r} )={\frac {\mu _{0}}{2\pi }}\iint _{S}{\frac {\mathbf {J} \cdot d\mathbf {S} \times \mathbf {r'} }{\mathbf {|r'|} ^{2}}}}.
Trong đó dS là vi phân một diện tích (đơn vị: m²).

### Các nhà khoa học nghiên cứu vấn đề liên quan
- Jean-Baptiste Biot
- Félix Savart
- André-Marie Ampère
- James Clerk Maxwell

### Các vấn đề liên quan
- Phương trình Maxwell
- Định luật Ampère